# I'll Be There (Jess Glynne)
I'll Be There is een single van Engelse singer-songwriter Jess Glynne. De single kwam uit op 4 mei 2018 als eerste single van haar tweede studioalbum Always in Between. De single bereikte in haar eigen land een nummer 1-plaats.

## Tracklist
| Nr. | Titel         | Duur |
| --- | ------------- | ---- |
| 1.  | I'll Be There | 3:13 |

| Nr. | Titel                    | Duur |
| --- | ------------------------ | ---- |
| 1.  | I'll Be There (Acoustic) | 3:15 |

| Nr. | Titel                             | Duur |
| --- | --------------------------------- | ---- |
| 1.  | I'll Be There (Banx & Ranx Remix) | 3:07 |

| Nr. | Titel                        | Duur |
| --- | ---------------------------- | ---- |
| 1.  | I'll Be There (Cahill Remix) | 3:03 |